# 薄肋海蛳螺
薄肋海蛳螺（学名：Amaea nebulodermata），是异腹足目海蛳螺科Amaea属的一种。主要分布于台湾，常栖息在浅海砂底。